# Siegfried Schneider
Siegfried Schneider (* 12. listopadu 1939 Forst, Lužice) je bývalý německý volejbalista, který reprezentoval Německou demokratickou republiku (Východní Německo). S její volejbalovou reprezentací získal na olympijských hrách v Mnichově roku 1972 stříbrnou medaili.Zúčastnil se i OH 1968, kde však unikla týmu NDR medaile díky porážce od Československa v zápase o třetí místo. Krom toho vyhrál roku 1969 Světový pohár a o rok později mistrovství světa. V roce 2009 byl uveden do Mezinárodní volejbalové síně slávy. Volejbalu se začal věnovat ve 13 letech. Vyučil se tesařem, později vystudoval i tělocvik a trenérství na Sportovní univerzitě v Lipsku. Po roce 1973 působil jako trenér v lize NDR.